# Jan Pašek
Jan Pašek (8. dubna 1891 Libeň – 14. dubna 1960 Praha) byl český malíř krajinář, figuralista a francouzský legionář.

## Život
Narodil se poblíž Jílového ve vsi Libeň. Po absolvování základního a středního vzdělání pokračoval ve studiu v letech 1908–1910 na umělecko-průmyslové škole v Praze, kde navštěvoval všeobecnou školu u prof. Emanuela Dítěte a Arnošta Hofbauera. V letech 1910–1913 pak pokračoval v dalším studiu na pražské malířské akademii, kde se ve školním roce 1910/1911 a 1911/1912 školil u prov. Hanuše Schwaigra, s výsledným ohodnocením „velmi dobrý“ a získal státní stipendium per annum 200 K. Ve školním roce 1912/1913 pokračoval v atelieru u prof. Maxmiliána Pirnera s ohodnocením „chvalitebný“ a opět získal státní stipendium per annum 160 K.
V roce 1914 byl odveden do Rakousko-Uherské armády a nastoupil k 28.pěšímu pluku jako vojín. Bojoval na Srbské frontě a v polovině prosince roku 1914 byl zajat v srbském městě Valjevu. Následně byl internován v zajateckých táborech a v únoru roku 1918 se přihlásil do legií. V březnu téhož roku byl zařazen jako vojín k 21.střeleckému pluku, kde setrval až do konce války. Po návratu do vlasti pracoval v letech 1919–1921 v Památníku odboje v Praze a následně byl v dubnu téhož roku demobilizován. V roce 1925 obdržel Turkovu cenu, za portrétní tvorbu. Jan Pašek byl členem JUV v Praze od roku 1921 a pravidelně obesílal její členské výstavy. Většinu života bydlel v Praze a svůj ateliér měl na Národní třídě č.28.
Malíř Pašek byl krajinářem a figuralistou, námětově čerpal z dramatických událostí 1. světové války, z francouzské a české krajiny.

## Dílo (výběr)
- Portrét starce, olej, plátno (1912)
- Žně, olej, plátno

## Zastoupení v Českých galeriích a muzeích
- Oblastní galerie Vysočiny v Jihlavě
- Galerie Středočeského kraje
- Severočeská galerie výtvarného umění v Litoměřicích
- Muzeum města Brna
- Památník národního písemnictví
- Krajská galerie výtvarného umění ve Zlíně
- Galerie hlavního města Prahy[5]

## Výstavy

### Autorské
- 1972 – Jan Pašek: Krajiny, figury, zátiší, Muzeum těžby a zpracování zlata na Jílovsku, Jílové u Prahy

### Kolektivní
- 1924 – XXXVII. řádná jarní výstava Jednoty umělců výtvarných v Praze se souborem prací Stanislava Lolka k jeho padesátinám, Obecní dům – výstavní sály, Praha
- 1925 – Umělecká výstava, Květná zahrada, skleník, Kroměříž
- 1928 – Československé výtvarné umění 1918–1928, Brno (Brno-město), Brno
- 1938 – Náš voják ve výtvarném umění XIX. a XX. století, Obecní dům – výstavní sály, Praha
- 1940/1941 – Národ svým výtvarným umělcům, Praha
- 1941 – Bílá Labuť českému umění, Bílá Labuť, Praha
- 1942 – Národ svým výtvarným umělcům, Praha
  - Jednota umělců výtvarných: 119. členská výstava, Mánes, Praha
- 1945 – Výstava výběru zachráněných obrazů a plastik ze sbírek musea Památníku osvobození, Pavilon Jednoty výtvarných umělců, Praha
  - Jednota umělců výtvarných: 134. výstava, Palác Myslbek, Praha
- 1946 – Člověk a práce, Pavilon Myslbek, Praha
- 1946/1947 – Jednota umělců výtvarných: Členská výstava, Pavilon Jednoty výtvarných umělců, Praha
- 1947 – Jednota umělců výtvarných: Členská výstava 1947, Pavilon Jednoty výtvarných umělců, Praha
- 1948/1949 – 50 let Jednoty umělců výtvarných (Díl II.), Pavilon Jednoty výtvarných umělců, Praha
- 1949/1950 – Výtvarní umělci k II. všeodborovému sjezdu, Dům výtvarného umění, Praha
- 1950/1951 – Výtvarná úroda 1950, Dům výtvarného umění, Praha